# 오거스트 윌슨
오거스트 윌슨(영어: August Wilson, 1945년 4월 27일 ~ 2005년 10월 2일)은 미국의 극작가이다. 《일곱 개의 기타》(1995), 《펜스》(1985)를 비롯한 '피츠버그 연대기'로 유명하며, 퓰리처상도 수상했다. 본명은 프레더릭 오거스트 키텔 주니어(Frederick August Kittel, Jr.)로 아버지는 독일 출신의 이민자이다. 2005년 60세의 나이로 간암으로 사망했다.